# Màquina d'escriure

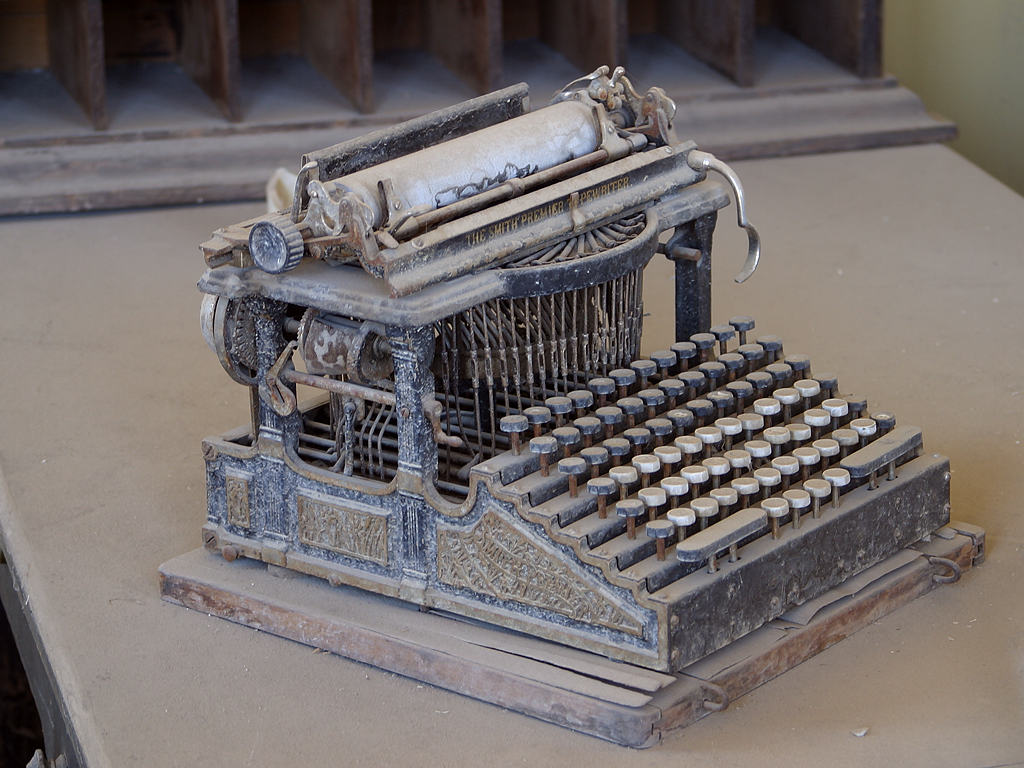
Smith Premier, del 1889

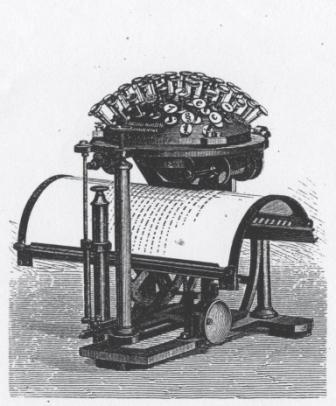
1870: "The Writing ball" de Rasmus Malling-Hansen

La màquina d'escriure és un aparell mecànic, electromecànic o electrònic amb un conjunt de tecles que en ser pressionades imprimeixen caràcters en un paper. A finals del segle xix i durant el segle xx la persona que operava la màquina d'escriure era anomenat mecanògraf.
La màquina d'escriure té un teclat amb tecles per als diferents caràcters. El mètode pel qual s'imprimeix el paper consisteix que en estrènyer la tecla, una palanca de metall amb el tipus desitjat, colpeja el paper i s'hi interposa una cinta impregnada de tinta. El paper carbó permetia introduir diversos fulls de paper i, per tant, imprimir diverses còpies alhora. El canvi de línia es realitzava manualment, movent el carro de dreta a esquerra. En el mateix acte, es pressionava una palanca que ho feia girar permetent escriure la següent línia
Des de finals del segle xix i durant bona part del xx, les màquines d'escriure van ser eines indispensables en les oficines comercials, així com per a molts escriptors professionals. Mark Twain és considerat el primer escriptor que va utilitzar la màquina d'escriure. No obstant això, en la dècada de 1980 els processadors de text en ordinadors personals van reemplaçar gairebé totalment a les màquines d'escriure. El 2006, les companyies que manufacturaven màquines d'escriure i els seus accessoris eren Smith-Corona, Olivetti, Adler-Royal, Olympia, Brother i Nakajima. Olivetti és l'única companyia occidental que fabrica màquines d'escriure mecàniques, perquè tots els models actuals són electrònics.

## Història
No es pot dir que la màquina d'escriure tingui un únic inventor, doncs, com en altres casos (bombeta, automòbil, telèfon o telègraf), van ser diverses les persones que van contribuir amb les idees i invencions que van acabar duent a les primeres màquines comercialitzades amb èxit. De fet, els historiadors estimen que diverses formes de màquina d'escriure van ser inventades almenys 52 vegades per mecànics que intentaven aconseguir un disseny útil. El 1714 Henry Mill va obtenir una patent de la reina Ana de Gran Bretanya per una màquina que, segons era descrita, se sembla a una màquina d'escriure, si bé no se sap més. Entre els primers desenvolupadors de màquines d'escriure es troba Pellegrino Turri, en 1808, que també va inventar el paper de calc. Moltes d'aquestes màquines primitives, incloent-hi la de Turri, van ser desenvolupades per a permetre escriure als cecs.

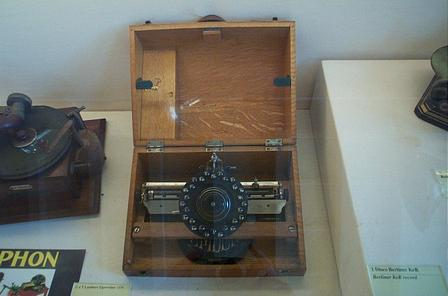
La màquina d'escriure d'índex, amb un teclat circular, és un dels molts dissenys primitius que no van tenir acceptació.

El 1829 William Austin Burt va patentar una màquina anomenada «tipògraf». Com moltes de les altres màquines primitives, sovint se la cita com la «primera» màquina d'escriure. El Science Museum de Londres la descriu simplement com «el primer mecanisme d'escriptura la invenció de la qual va ser documentada», però fins i tot aquesta afirmació pot ser excessiva, ja que la màquina de Turri és bé coneguda. Fins i tot en mans del seu inventor, aquesta màquina era més lenta que l'escriptura manual. Burt i el seu promotor, John D. Sheldon, mai van trobar comprador per a la patent, i la màquina mai va ser comercialitzada. A causa del fet que usava un dial per a seleccionar el caràcter en comptes de comptar amb una tecla separada per a cadascun, va ser anomenada «màquina d'escriure d'índex», en oposició a les de tecla, si és que es pot considerar una màquina d'escriure autèntica. Entre 1829 i 1870 es van patentar a Europa i a Amèrica moltes màquines d'imprimir o d'escriure, però cap d'elles es va arribar a comercialitzar. Charles Thurber va desenvolupar múltiples patents; la primera ?en 1843? va ser concebuda com una ajuda per als cecs (vegeu el quirògraf de 1845 com a exemple). El 1808, l'italià Pellegrino Turri va inventar una màquina d'escriure rudimentària. Va tenir poc èxit, però Turri va tenir el detall d'inventar també el paper carbó, que seria molt útil quan apareguessin millors màquines d'escriure.
Seixanta-dos anys després, el 1870, un pastor danès anomenat Rasmus Malling-Hansen va crear la bola d'escriure. Semblava una mena de coixinet de les agulles gegant, aquell estri que serveix per desar clavades les agulles de cosir o de cap. Però el que semblaven agulles eren, en realitat, cinquanta-dues barres de metall, i cadascuna corresponia a una lletra o símbol. Va ser un gran avenç i va tenir difusió, però aviat va haver de competir amb un altre invent.
Un periodista de Milwaukee que també era inventor
Aquest nou invent va ser obra de Christopher L. Sholes. Era periodista a Milwaukee, als Estats Units, i en hores lliures componia poemes i feia d'inventor. Juntament amb Carlos Glidden i Samuel Soule va crear una màquina d'escriure més pràctica. Ell i els seus socis en van vendre la patent, que va anar a parar a l'empresa E. Remington and Sons, famosa per fabricar pistoles i màquines de cosir.
Diversos redissenys van millorar el producte i eliminar defectes —com ara que les palanques de les lletres es movien cap enrere, i qui escrivia no veia què escrivia. Va tenir èxit el teclat que Sholes va dissenyar per graduar la velocitat i evitar que les palanques s'enredessin entre elles: el QWERTY. El problema tècnic es va solucionar, però l'ordre de les lletres del teclat es va mantenir i va ser adoptat per altres fabricants. Ha estat tan reeixit que avui seguim teclejant a l'ordinador sobre un QWERTY.
La invenció de la màquina d'escriure va permetre substituir els lents copistes i va donar un caràcter més oficial i impersonal als escrits comercials i polítics. El procediment mecànic d'escriptura va accelerar el ritme de les comunicacions, va marcar un punt important en el desenvolupament de les relacions socials i va permetre a la dona ingressar massivament al món laboral com a dactilògrafa, entre els segles XIX i XX.
Podríem dir en certa manera que la màquina d'escriure va obrir el camí a les màquines elèctriques i, per què no?, a les computadores.
En 1855 l'italià Giuseppe Ravizza va crear un prototip de màquina d'escriure, anomenatCembalo scrivano o macchina da scrivere a tasti. Era una màquina avançada que permetia a l'usuari veure el que escrivia a mesura que teclejava.
En 1861 el pare Francisco João de Azevedo, un sacerdot brasiler, va fabricar la seva pròpia màquina d'escriure amb materials bàsics, com fusta i ganivets. Aquest mateix any, Pedro I, l'emperador del Brasil, li va lliurar una medalla d'or per aquest invent. Molts brasilers, així com el govern federal d'aquest país, consideren a Azevedo l'autèntic inventor de la màquina d'escriure, una reivindicació que ha estat objecte de certa controvèrsia.
El 1864 l'austríac Peter Mitterhofer va crear una màquina d'escriure que tampoc va arribar a comercialitzar-se. Mitterhofer va seguir millorant el seu model original i va crear cinc versions millorades diferents fins a 1868.

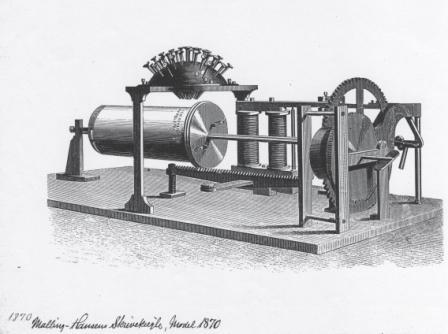
La bola d'escriure de Hansen, inventada el 1865. El model de la fotografia és de 1870.

El 1865 el reverent danès Rasmus Malling-Hansen va inventar la «bola d'escriure», que es va comercialitzar el 1870. Va ser la primera màquina d'escriure de producció en sèrie. Va ser un èxit a Europa, i se sap que va estar en ús a oficines de Londres fins a 1909. Addicionalment, Malling-Hansen va usar un escapi solenoidal per a la tornada del carro d'alguns dels seus models, constituint un seriós candidat per a la primera màquina d'escriure elèctric». Al llibre Hvem er Skrivekuglens Opfinder?, la filla de Malling-Hansen, Johanne Agerskov, descriu com el 1865 Malling-Hansen va fer fabricar un teclat de porcellana per a la bola d'escriure, i va experimentar amb diferents ubicacions de les lletres per a assolir la major velocitat d'escriptura. Malling-Hansen va situar les lletres en pistones curts que es movien directament a través de la bola baixant fins al paper, el que juntament amb l'adequada ubicació de les lletres perquè els dits més ràpids premessin les usades amb major freqüència, va fer de la bola d'escriure de Hansen la primera màquina que permetia escriure substancialment més ràpid que escrivint manualment. Malling-Hansen va desenvolupar la seva màquina encara més als anys 1870 i 1880, assolint moltes millores, però mantenint el cap d'escriptura original. En el primer model de la bola d'escriure de 1870, el paper se subjectava a un cilindre dintre d'una caixa de fusta. El 1874 el cilindre va ser reemplaçat per un carro que es movia per sota el cap d'escriptura. Llavors, el 1875, el conegut model alt va ser patentat, era la primera de les boles d'escriure que funcionava sense electricitat. Malling-Hansen va assistir a les exposicions mundials de Viena del 1873 i París del 1878. En ambdues va guanyar les medalles del primer premi pel seu invent.

### Primer èxit comercial, Christopher Sholes
La primera màquina d'escriure amb èxit comercial la van inventar l'any 1867 Christopher Sholes, Carlos Glidden i Samuel W. Soule. Sholes va repudiar aviat la màquina, rebutjant usar-la i fins i tot recomanar-la. La patent (US 79.265) va ser venuda per 12.000$ a Densmore and Yost, que va arribar a un acord amb I. Remington and Sons (llavors famosos com fabricants de màquines de cosir) per a comercialitzar la qual va ser coneguda com a «Màquina d'escriure Sholes and Glidden». Remington va començar la producció de la seva primera màquina d'escriure l'1 de maig de 1873 a Ilion (Nova York).
El primer model industrial, fabricat el 1873 per Remington, estava muntat sobre una màquina de cosir estàndard. La reculada del carro s'aconseguia accionant un pedal. En aquest model van quedar pendents de solució dos defectes importants: l'escriptura es realitzava solament amb majúscules i romania oculta per a l'escriba. A més, la màquina resultava d'una grandària desmesurada i molest. Mai no va arribar a ser llançada al mercat perquè era d'un cost massa elevat.
Partint de la idea de Sholes, nombroses signatures, tals com Remington, amb els enginyers Byron, Brooks, Densmore, Fenne i Yost van crear, esmenant els diferents inconvenients, una màquina d'escriure mecànica similar a l'actual.
La característica de veure el que s'anava mecanografiant a mesura que s'escrivia es dona per suposada en l'actualitat. No obstant això, en la majoria de les primeres màquines d'escriure, els tipus copejaven pujant contra el fons del corró. Per això, el que s'escrivia no era visible fins que les següents línies escrites feien que el paper es llisqués, deixant-ho a la vista. La dificultat amb qualsevol altra disposició era assegurar que els tipus tornaven a caure adequadament al seu lloc quan es deixava anar la tecla. Això va ser finalment assolit amb diversos dissenys mecànics enginyosos. Les anomenades «màquines d'escriure visibles» van ser comercialitzades cap a 1895. Sorprenentment, els models antics van seguir fabricant-se fins a 1915.

### Estandardització

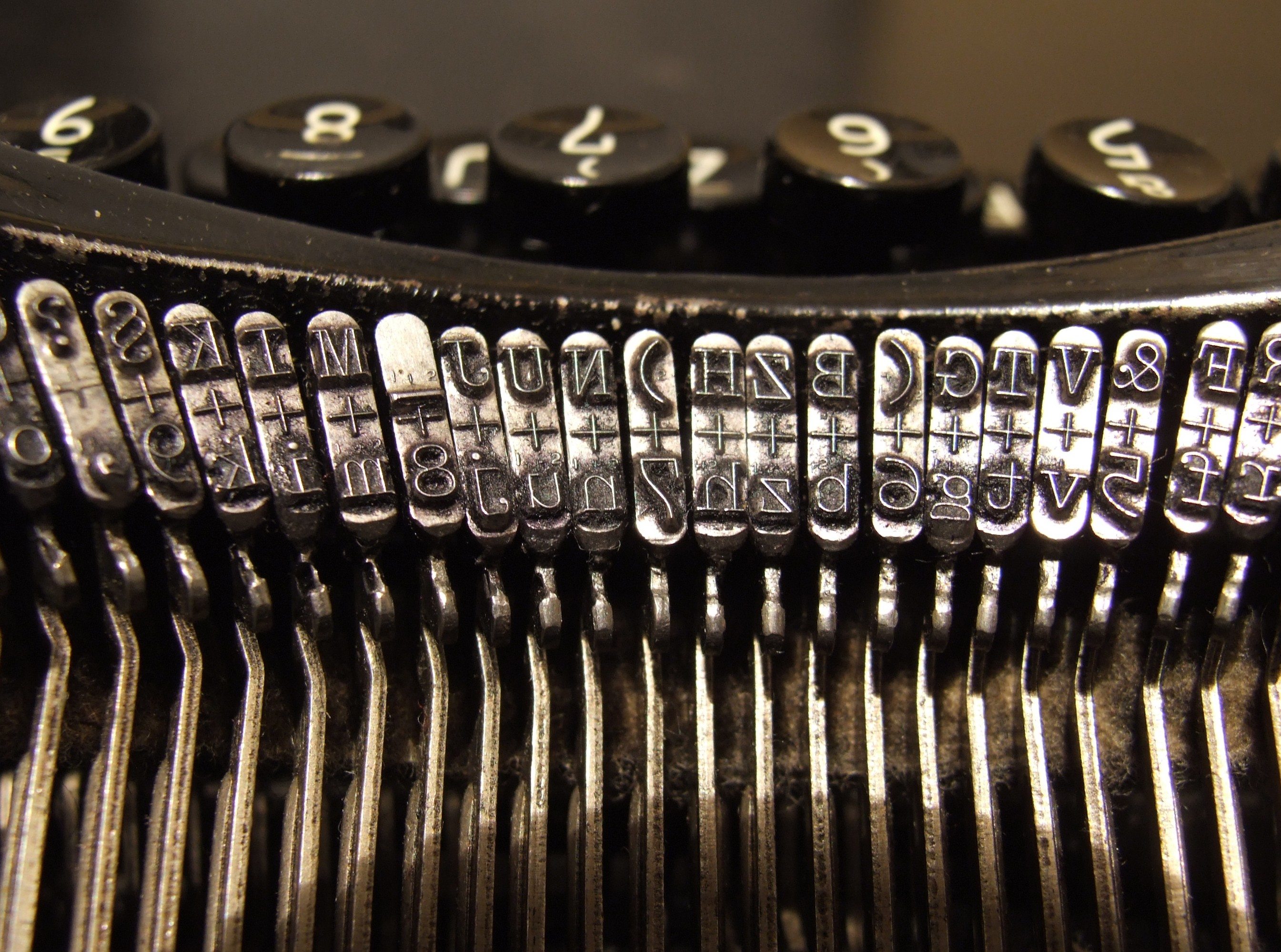
Caràcters en una màquina d'escriure de la dècada de 1920.

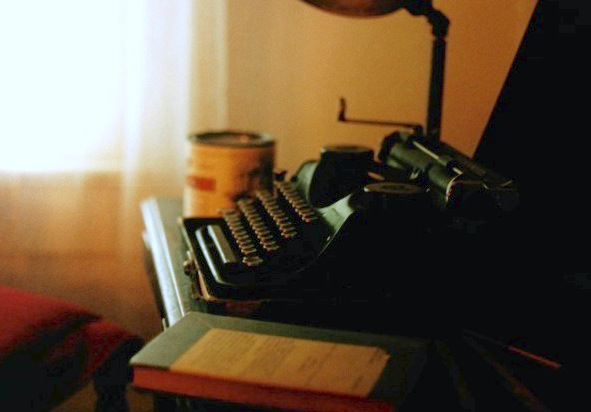
La Underwood Universal Portable de William Faulkner, exposada en la seva oficina de Rowan Oak, actualment un museu gestionat per la Universitat de Mississipi.

Cap a 1920, la màquina d'escriure «manual» o «mecànica» havia aconseguit un disseny més o menys estàndard. Hi havia petites variacions d'un fabricant a un altre, però la majoria de les màquines seguia el següent disseny:
Cada tecla estava unida a un tipus que tenia el corresponent caràcter en relleu en el seu un altre extrem. Quan es pressionava una tecla amb suficient força i firmesa, el tipus copejava una cinta de tela entintada estesa enfront d'un cilindre que subjectava el paper i es movia endavant i endarrere. El paper s'enrollava en aquest cilindre, que rotava en accionar una palanca (la del «tornada de carro», al seu extrem esquerre) quan s'aconseguia el final de la línia. Algunes cintes estaven dividides en dues meitats, una vermella i una altra negra, a tot el llarg, comptant la majoria de les màquines amb una palanca que permetia canviar entre els colors en escriure, el que estava especialment ideat per als llibres de comptabilitat, on les quantitats negatives havien de figurar en vermell.
Als anys 1940 es va comercialitzar una màquina d'escriure silenciosa que va resultar ser un fracàs, el que va dur a alguns observadors a la conclusió que el cliqueteig de les màquines d'escriure convencionals era del gust dels consumidors.
El model Lexicon 80 de l'empresa italiana Olivetti, dissenyat per Marcello Nizzoli l'any 1948 va suposar una revolució substancial quant al disseny i l'estètica de les màquines d'escriure i en conseqüència, també per a tot l'entorn de les oficines. La característica principal de la Lexicon 80 consistia en una carcassa de plàstic de perfil aerodinàmic que suavitzava i feia més atractiu l'aspecte de la màquina. A partir d'aquest model l'empresa Olivetti (que a espanya produïa des de Barcelona com a Hispano Olivetti) es va consagrar com a capdavantera en el disseny de productes d'ofimàtica.
Una altra aportació capdavantera d'Olivetti va ser la màquina d'escriure portàtil, encapçalada pel model Lettera 22 i posteriorment el Lettera 32, tot dos dissenyats pel mateix Marcello Nizzoli (1950 i 1963, respectivament) que van permetre expandir l'ús de la màquina d'escriure a l'àmbit domèstic, particularment entre els estudiants, però també periodistes, escriptors, etc.

### Dissenys elèctrics
Encara que les màquines d'escriure elèctriques no assolirien massa popularitat fins a gairebé un segle després, el disseny bàsic de les mateixes va aparèixer en el Universal Stock Ticker, inventat per Thomas Alva Edison el 1870. Aquest dispositiu imprimia remotament lletres i nombres sobre una cinta de paper a partir de l'entrada generada per una màquina d'escriure, especialment dissenyada, en l'altre extrem de la línia telegràfica.
La primera màquina d'escriure elèctrica va ser fabricada per la Blickensderfer Manufacturing Company, de Stamford (Connecticut), el 1902. Encara que mai va arribar a ser comercialitzada, va anar la primera màquina d'escriure coneguda a usar una roda de tipus en comptes de tipus individuals, si bé aquesta tenia forma cilíndrica en lloc d'esfèrica. El següent pas en el desenvolupament de la màquina d'escriure elèctrica va succeir el 1909, quan Charles i Howard Krum van sol·licitar la patent per a la primera màquina de teletip factible. La màquina de Krum també usava una roda de tipus en comptes de tipus individuals. Encara que innovadora, cap d'aquestes màquines va arribar a negocis o particulars.
Els dissenys de màquines d'escriure elèctriques eliminaven la connexió mecànica directa entre les tecles i l'element que copejava el paper, però no han de confondre's amb les posteriors màquines d'escriure electròniques, que són màquines elèctriques que compten amb un sol component elèctric: el motor. On la pulsació d'una tecla movia abans una barra de tipus directament, ara accionava enllaços mecànics que dirigien l'impuls mecànic des del motor fins a la barra de tipus. Aquest disseny es va conservar en la IBM Selectric.

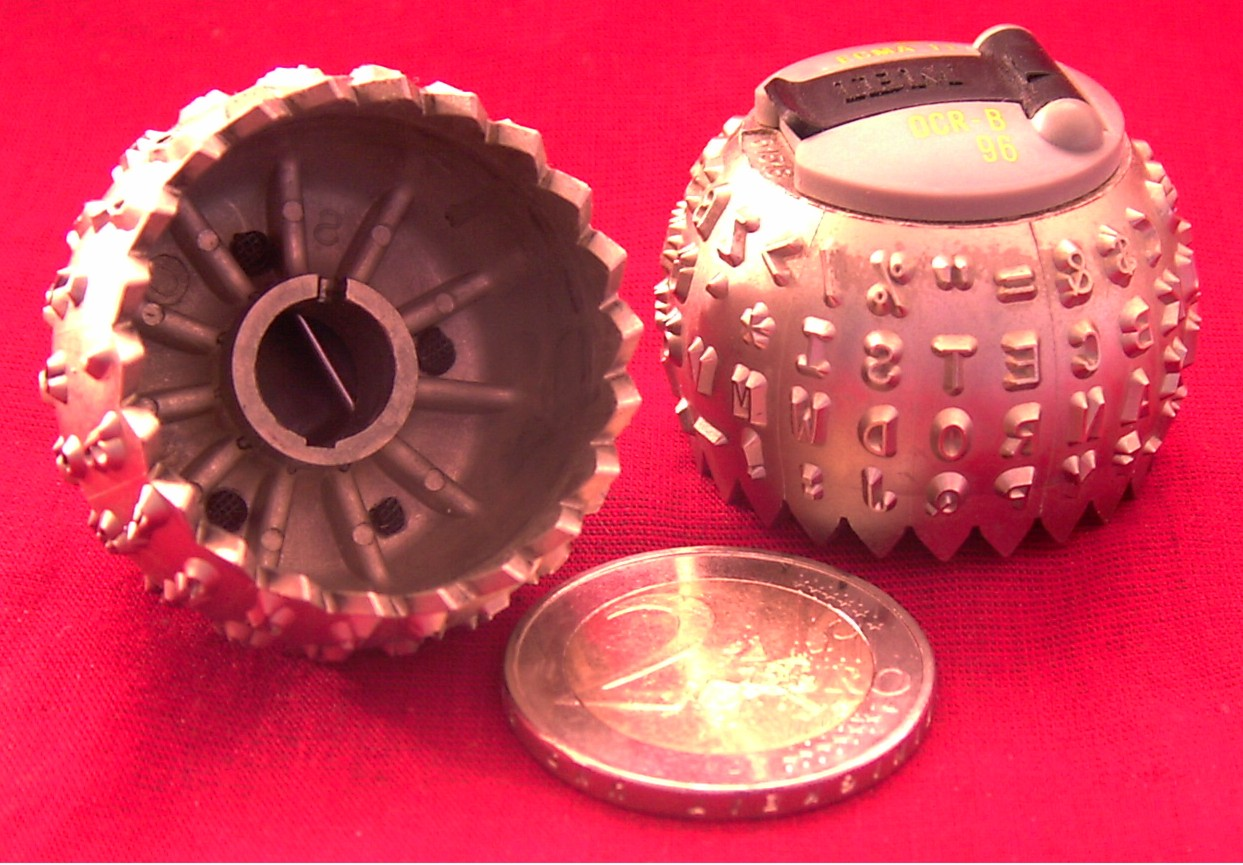
Boles de tipus IBM reemplaçables, amb una moneda de 2 € per a comparar la seva grandària.

Els millors models de màquines d'escriure elèctriques eren els d'IBM i Remington Rand, fins que IBM va presentar la \IBM Selectric, que reemplaçava les barres de tipus per una «bola» de tipus, lleugerament major que una pilota de golf, amb les lletres moldejades en la seva superfície. La Selectric usava un sistema de pestanyes, cintes metàl·liques i palanques, mogut per un motor elèctric per a rotar la bola fins a la posició correcta i copejar-la llavors contra la cinta i el corró. La bola de tipus es movia lateralment enfront del paper en comptes de desplaçar-se el carro amb el paper enfront de la posició fixa d'impressió, com ocorria en el disseny mecànic clàssic.
El disseny d'una bola de tipus tenia molts avantatges, particularment la d'eliminar els «embussaments» quan es premia més d'una tecla alhora, a més de permetre canviar la bola, permetent usar múltiples fonts en un sol document. Els mecanismes Selectric van ser incorporats àmpliament en els terminals informàtics dels anys 1970, a causa del fet que eren raonablement ràpids i immunes als embussaments, podien produir documents de molt alta qualitat respecte a competidors com els teletip, podien ser moguts per una força mecànica curta i de baixa intensitat, no exigien moure una «cistella de tipus» pesant per a canviar entre minúscules i majúscules, i no exigien que el corró es mogués lateralment (el que hauria estat un problema en el cas del paper continu). La terminal IBM 2741 va ser un exemple molt popular basat en el disseny Selectric, i semblants mecanismes van ser usats com dispositius de consola en molts computadors IBM System/360. Aquests mecanismes tenien dissenys «durs» respecte als emprats en màquines d'escriure comercials.
IBM també va guanyar d'avantatge al comercialitzar amb major força el seu model en les escoles enfront del de Remington, amb la idea que els estudiants que aprenien a mecanografiar en una IBM Selectric triarien més tard màquines d'escriure de la mateixa marca en el seu lloc de treball, quan arribés el moment de reemplaçar els models mecànics.
Models posteriors d'IBM Executives i Selectrics van reemplaçar les cintes tèxtils de tinta amb cintes de «pel·lícula de carboni», que comptaven amb pols seca negre o colorejat sobre una cinta de plàstic transparent d'un sol ús. Aquestes cintes podien usar-se una sola vegada, però els models posteriors usaven un cartutx fàcil de reemplaçar. Un efecte secundari d'aquesta tecnologia és que el text mecanografiat en la màquina podia llegir-se fàcilment en la cinta usada. Aquesta «característica» va plantejar problemes quan les màquines s'usaven per a preparar documents classificats: les cintes havien de comptabilitzar-se per a assegurar que els mecanògrafs no es duien cap.

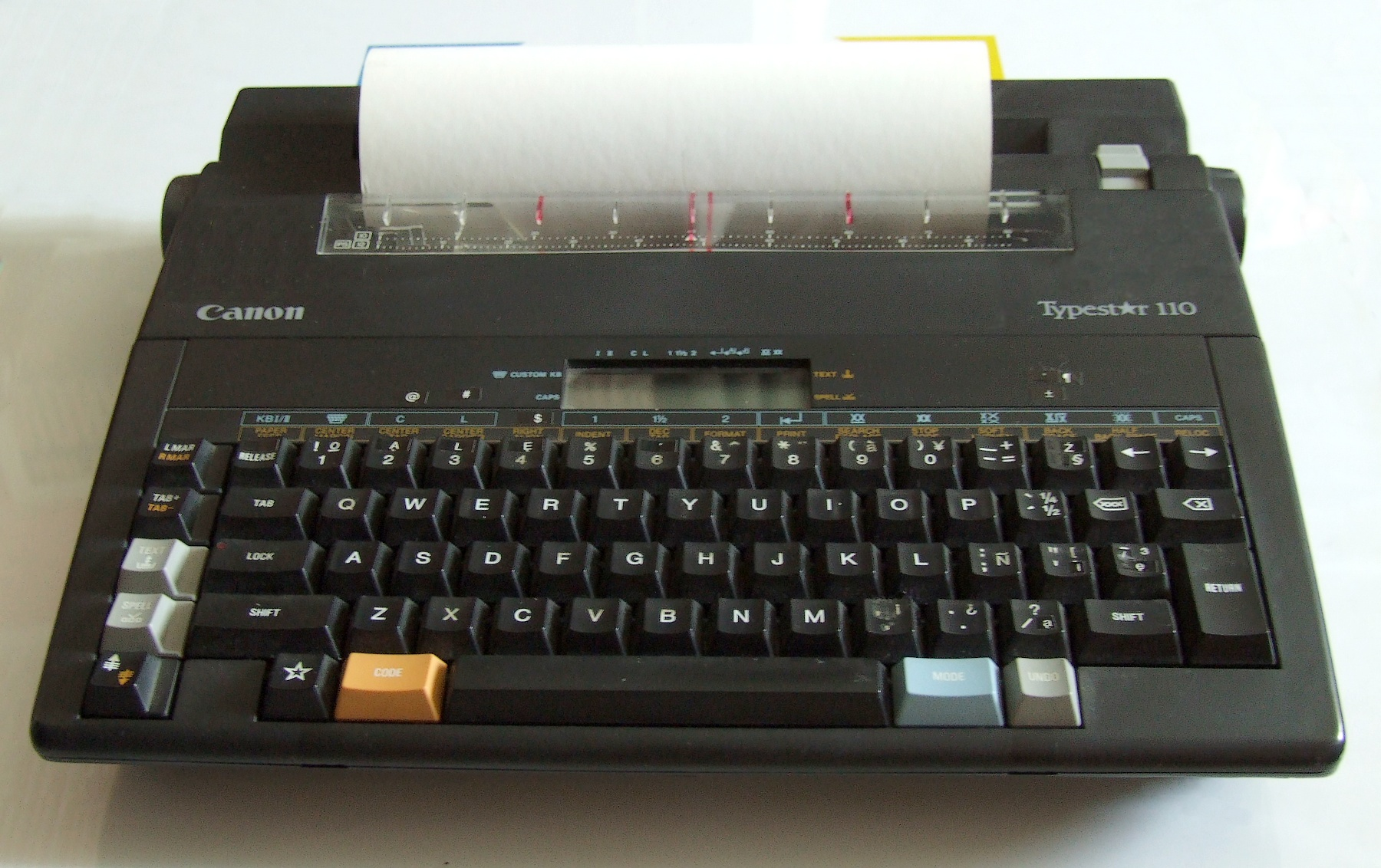
Màquina d'escriure electrònica: la fase final del desenvolupament de les màquines d'escriure. En la imatge, una Canon Typestar 110 de 1989.

Una variant coneguda com a «Selectric Correctora» va incorporar la correcció, incloent-hi una cinta enganxifosa, enfront de la cinta d'impressió, que podia retirar la imatge d'un caràcter mecanografiat deixada per la pols negra, i també un «ample» seleccionable, de manera que el mecanógrafo podia triar entri pica («ample 10», o 10 caràcters per polzada) i elite («ample 12»), fins i tot dintre del mateix document. Malgrat això, totes les Selectrics eren monoespai: cada caràcter era encaixat en el mateix espai horitzontal sobre la pàgina. Encara que IBM havia produït una reeixida màquina amb espaiat proporcional basada en barres de tipus, la IBM Executive, no va comercialitzar cap màquina d'escriure Selectric amb espaiat proporcional per a oficines. Va haver-hi, no obstant això, una màquina amb espaiat proporcional molt més cara, anomenada Selectric Composer, que era capaç de justificar al marge dret, i, per tant, era considerada més una màquina de compondre que d'escriure, a més de la IBM Electronic Typewriter 50, de preu més assequible, que era capaç d'espaiar proporcionalmente, però no de justificar.
L'últim desenvolupament important de la màquina d'escriure va ser la màquina d'escriure «electrònica». La majoria d'elles reemplaçaven la bola de tipus per un mecanisme de margarita (un disc amb les lletres en relleu sobre la vora exterior dels «pètals»). Una margarita de plàstic era molt més simple i barata que la bola de tipus, però també es desgastava més fàcilment. Algunes màquines d'escriure electròniques eren essencialment processadors de text dedicats, amb una memòria interna molt reduïda i dispositius d'emmagatzemament extern com cartutxos o disquets. A diferència de les Selectric i altres models anteriors, eren realment «electròniques», basant-se en circuits integrats i múltiples components electromecànics. Entre els models de màquina d'escriure electrònica més populars a casa nostra es comptava la Olivetti ET, dissenyada per Mario Bellini (1976). Aquesta màquina era capaç de memoritzar una línia de text i feia servir cintes de vinil en comptes de les tradicionals cintes de tela entintada. Tot plegat permetia una major polidesa i netedat dels treballs mecanografiats.

## Parts de la màquina d'escriure
- tabulador: mecanisme que permet col·locar els marges a una distància regular.
- armadura: peça o conjunt de peces de l'esquelet de la màquina.
- timbre marginal: avisa quan s'arriba a la vora del marge.
- teclat: conjunt ordenat de tecles d'una màquina.
- palanca de carro lliure: palanca per a canviar de línies i passar a l'altra vora del marge.
- carro: peça de la màquina en la qual va el corró amb el paper, que es desplaça d'un costat a un altre.
- corró: peça cilíndrica de metall i giratòria que forma part de diversos mecanismes.
- espaciador: tecla que serveix per a deixar espais en blanc.
- tecla de reculada: per a retrocedir en el text i corregir errors comesos.
- tecla marginal o saltador marginal: permet saltar els marges i més comunament el marge dret.
- tecles de canvis de majúscules: per a escriure solament la inicial d'una paraula amb lletres majúscules. (És com la funció del shift en una computadora actual: shift a = A)
- fixador de majúscules: mecanisme a l'altura de la fila guia i la pulsació de la qual produeix automàticament el manteniment de la tecla de canvis de majúscules baix en forma fixa.
- palanca per a rotar el corró: per a passar el corró d'una vora d'un marge a l'altre.
- fixadors de paper: manté el full de paper fix.
- cinta entintada: permet imprimir sobre el paper les tecles premudes.

## Híbrids d'ordinador i màquina d'escriure
Cap al final de la vida comercial de les màquines d'escriure, en els anys 1980, van ser presentats diversos dissenys híbrids, combinant característiques d'impressora i màquina d'escriure.
Un dels models més populars a casa nostra va ser l'Amstrad PCW (1985) que es basava en un programa processador de text anomenat Locosrcipt. L'Amstrad PCW ja no tenia forma de màquina d'escriure convencional si no que integrava pantalla, CPU, teclat i impressora.
Els híbrids d'ordinador i màquina d'escriure solien incorporar teclats de #modelar de màquines d'escriure existents i mecanismes d'impressió de les impressores matricials. La generació dels teletip amb motors d'impressió basats en l'impacte d'agulles no era adequada per a la qualitat exigida als documents mecanografiats. De recent desenvolupament, les tecnologies de transferència tèrmica, usades en les impressores tèrmiques d'etiquetes, havien arribat a ser tècnicament factibles per a màquines d'escriure.
IBM va produir una sèrie de màquines d'escriure cridada Thermotronic, amb qualitat d'impressió professional i cinta correctora, juntament amb impressores denominades Quietwriters. Brother va ampliar la vida de la seva línia de màquines d'escriure amb productes similars. Mentrestant, DEC va comercialitzar la DECwriter.
El desenvolupament d'aquests motors d'impressió propietaris va proporcionar als venedors mercats exclusius de cintes consumibles i la possibilitat d'usar motors d'impressió estandarditzats amb diversos graus de sofisticació electrònica i de programari per a desenvolupar diverses línies de productes.
El creixent domini dels ordinadors personals i la introducció de les tecnologies làser i injecció, de baix cost i alta qualitat real, va acabar per reemplaçar a les màquines d'escriure en l'àmbit empresarial i professional.

### Forma Actual
Avui dia es fa servir programari o programes d'ordinador, per a treballs en paper senzills que en el passat es feien en màquina d'escriure, sent el més famós Microsoft Word encara que existeixen alguns més senzills com Bloc de Notes, WordPad, en el qual es fa servir el \teclat de computadora per a escriure, la pantalla o monitor de l'equip per a veure el que s'escriu i la impressora per a posar en paper el document, l'avantatge dels programes de computadora per a crear documents és que es pot editar el contingut en qualsevol part i a més a Microsoft Word existeix l'opció de "Ortografia i Gramàtica" (F7) corrector ortogràfic que examina els possibles errors en el document.

## Herència
Fins i tot després de la proliferació de les computadores personals i els processadors de text, les màquines d'escriure van seguir usant-se en oficines professionals per a aplicacions especialitzades, tals com emplenar formularis preimpressos, escriure l'adreça en sobris i unes altres. No obstant això, els programes informàtics moderns permeten als usuaris realitzar la majoria d'aquestes tasques.
L'aspecte monoespaciat, auster i lleugerament desigual del text mecanografiat, pot comptar amb cert atractiu artístic, cosa que fa que algunes persones prefereixin usar màquines d'escriure.
En alguns països en vies de desenvolupament, on l'accés a les computadores personals no és general, poden trobar-se espais públics on certes persones ofereixen els seus serveis com mecanògrafs ocasionals, acceptant dictats dels seus clients, que poden ser analfabets o mancar de màquina d'escriure pròpia.

### Distribució de teclat

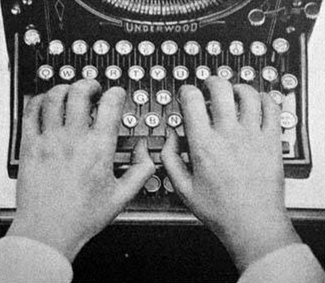
La distribució QWERTY de les tecles de les màquines d'escriure es va convertir en un estàndard de facto que segueix usant-se molt després que les raons de la seva adopció hagin perdut validesa.

Les màquines d'escriure Sholes & Glidden de 1874 van establir la distribució QWERTY per a les tecles de lletres. Durant l'època en la qual Sholes i els seus col·legues van estar experimentant amb el seu invent, aparentment van ser provades altres disposicions, però aquestes estan pobrament documentades. La gairebé alfabètica seqüència de la «fila llar» de la distribució QWERTY (d-f-g-h-j-k-l) demostra que una disposició directament alfabètica va ser el punt de partida original. La distribució de teclat QWERTY ha esdevingut l'estàndard de facto per a màquines d'escriure i teclats de computadores anglesos i espanyols. Altres idiomes escrits en l'alfabet llatí usen de vegades variants de la distribució QWERTY, tals com la francesa AZERTY, la italiana QZERTY i l'alemanya QWERTZ.
La distribució QWERTY està lluny de ser la més eficient per a escriure en anglès, perquè exigeix a mecanògraf moure els seus dits entre files per a teclejar les lletres més comunes. Una història popular suggereix que va ser usada en les primeres màquines d'escriure perquè era ineficient i ral·lentia als mecanògrafs, de manera que reduïa la freqüència amb la qual les barres de tipus s'enganxaven embussant la màquina. Una altra història és que la distribució QWERTY permetia als primers venedors de màquines d'escriure impressionar als seus clients al permetre'ls mecanografiar fàcilment la paraula d'exemple «typewriter» ("mecanògraf"), a causa del fet que per a això només es necessita prémer tecles de la fila alta del teclat. L'explicació més probable és que la distribució QWERTY va ser dissenyada per a reduir la possibilitat d'embussaments interns, en situar les combinacions més comunament usades lluny els uns dels altres en l'interior de la màquina. Això permetia a l'usuari teclejar realment més ràpid sense sofrir embussaments. Malauradament, no s'ha trobat una explicació definitiva per al teclat QWERTY, i els fanàtics de les màquines d'escriure segueixen discutint sobre el particular.
Diverses distribucions radicalment diferents, com el teclat Dvorak, han estat propostes per a reduir les ineficiències percebudes en la QWERTY, però no han estat capaces de desplaçar-la: malgrat els avantatges reivindicats pels seus proponentes, fins ara cap ha estat adoptada àmpliament. La màquina d'escriure Blickensderfer, amb la seva distribució DHIATENSOR, va poder haver estat el primer intent d'optimitzar la distribució del teclat en honor d'una major eficiència.
Moltes màquines d'escriure antigues no contenen una tecla separada per al dígit «1», i fins i tot algunes més antigues manquen del «0». Els mecanògrafs van adquirir el costum d'utilitzar la lletra «l» minúscula per a l'u i la «O» majúscula per al zero.

### Argot informàtic,
Diverses expressions de l'«època de les màquines d'escriure» han sobreviscut en l'època de la computadora personal. Algunes d'elles són:
- Còpia de carbó: actualment, en la forma abreviada «CC», designa les còpies dels missatges de correu electrònic (en les quals, òbviament, no juga cap paper el carbó);
- Cursor: la marca usada per a assenyalar on s'imprimirà el següent caràcter;
- Nova línia (LF, line feed): moure el cursor fins a la següent línia de text en un document;
- Tornada de carro (CR, carriage return): indica el final d'una línia i la tornada a la primera columna de text.

## Efecte de les màquines d'escriure sobre la cultura

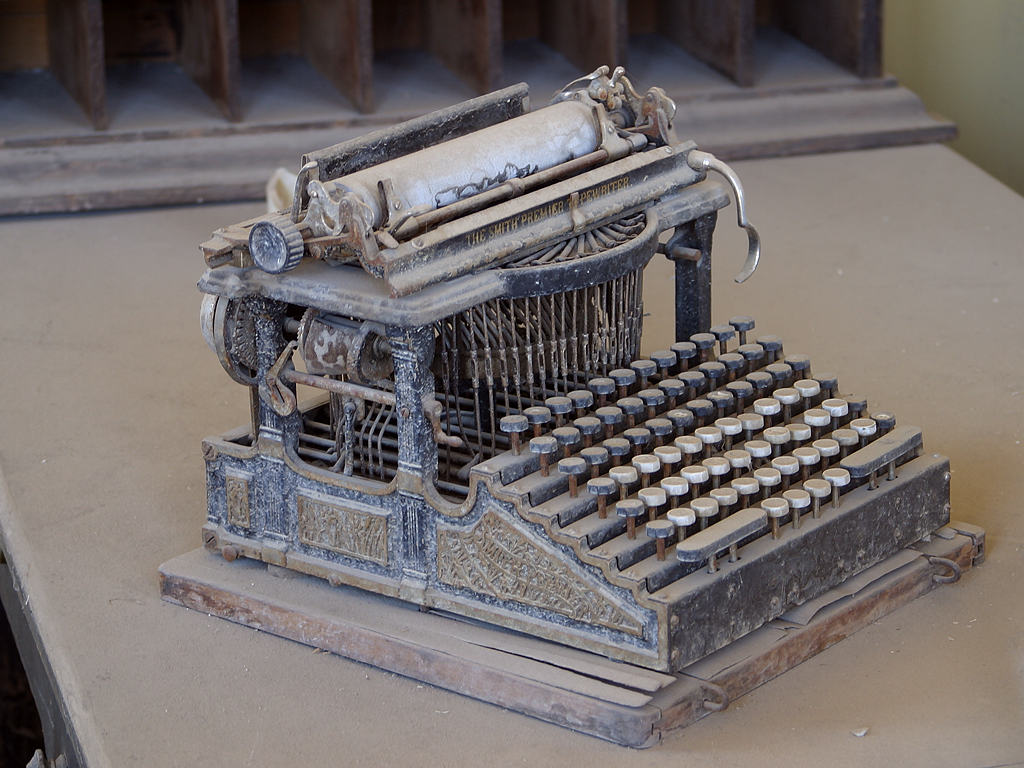
Aquesta Smith Premier, adquirida cap a finals del, es va trobar abandonada en el poble fantasma de Bodie (Califòrnia). Aquest model antic tenia tecles separades per a majúscules i minúscules.

Quan Remington va començar a comercialitzar màquines d'escriure, va assumir que la màquina no seria usada per a escriure textos creatius, sinó per a tasques d'amanuense, i seria usada per mecanògrafes. Així doncs, es van imprimir flors sobre la carcassa dels primers models, de manera que la màquina fos més atractiva per a les dones. Als Estats Units, les dones van començar a incorporar-se al mercat laboral com a mecanògrafes amb freqüència, i, segons el cens de 1910, el 81% dels mecanògrafs eren dones. Amb més dones treballant fora de casa, va haver-hi certa preocupació sobre els efectes que això tindria en els valors morals de la societat. La «jove mecanògrafa» va passar a ser un tòpic habitual de la pornografia de principis del segle xx. Les Bíblies de Tijuana (còmics eròtics produïts a Mèxic per al mercat nord-americà des de principis dels anys 1930) incloïen sovint mecanògrafes.
La mecanografia també ha estat utilitzada com a tècnica de creació artística. El 1890 Arthur J. Barnes va publicar un mètode per a fer ornaments (sanefes, orles, etc.) amb màquina d'escriure. Es considera que Flora Stacey va ser la primera a fer dibuixos mecanografiats, a finals del segle xix. A la primera meitat del segle xx sobresurt la catalana Montserrat Alberich i Escardívol, autora d'un Quixot mecanografiat i il·lustrat amb la seva tècnica personal, pel qual va assolir renom internacional. Paral·lelament, alguns poetes i artistes plàstics d'avantguarda han utilitzat la màquina d'escriure per a la creació de poemes visuals.
D'una altra banda, la màquina d'escriure és un dels grans tòpics de la història del disseny industrial amb aportacions destacades com les de Marcello Nzzoli per a l'empresa italiana Olivetti.

## Mètodes de correcció
Segons els estàndards ensenyats en les escoles de secretariat de mitjan segle xx, se suposava que una carta de negocis mancava d'errors i correccions visibles. La precisió era valorada tant com la velocitat. De fet, la velocitat de mecanografiat, tal com era mesurada en les proves d'aptitud i en les competicions de velocitat, incloïa una penalització de deu paraules per cada error comès.
Per supòsit, les correccions eren necessàries, i es van usar certa varietat de mètodes i tecnologies per a realitzar-les.
El mètode tradicional implicava l'ús d'una goma d'esborrar especial per a màquines d'escriure, fabricada amb una goma bastant dura incloent material abrasiu, amb forma de disc pla, d'uns 50 mm de diàmetre i 3 mm de grossor, que permetia esborrar lletres individuals. Les cartes de negocis es mecanografiaven en paper de drap gruixut, no només per a assolir una aparença luxosa, sinó per a permetre l'esborrat. Les gomes d'esborrar per a màquina d'escriure incorporaven una brocha per a netejar les restes de goma i paper, sent l'ús adequat de la mateixa un element important en les habilitats del mecanógrafo, a causa del fet que si aquestes restes queien en la màquina podien acabar embussant les barres de tipus, que en repòs quedaven molt juntes entre si.
Esborrar en un conjunt de còpia de carbó era especialment difícil, exigint l'ús d'un accessori, cridat «escut d'esborrat», per a evitar que la pressió de la goma sobre les còpies superiors deixés taques de carbó en les inferiors.
Les companyies papereres produïen un tipus especial de paper per a màquina d'escriure, cridat «barreja borrable» (per exemple, el Eaton's Corrasable Bond), que incloïa una fina capa de material que evitava que la tinta penetrés, i era relativament tova i fàcil de llevar de la pàgina. Una goma d'esborrar tova convencional podia assolir esborrats perfectes sobre aquest tipus de paper. No obstant això, les mateixes característiques que permetien aquest esborrat feia al paper propenso als borrones per la fricció normal i l'alteració deliberata, fent-ho inacceptable per a la correspondència comercial, contractes o qualsevol ús que requerís arxiu.
En els anys 1950 i 1960 va aparèixer el líquid corrector, sota marques comercials tals com Liquid Paper, Wite-Out i Tipp-Ex. Es tractava d'un tipus de pintura blanca opaca d'assecat ràpid, que produïa una nova superfície blanca sobre la qual podia mecanografiarse una correcció. No obstant això, els caràcters coberts eren visibles al trasluz, igual que el pegat sec de líquid corrector (que mai era completament pla i mai tenia exactament el mateix color, teixidura i lustri que el paper). El truc habitual per a resoldre aquest problema era fotocòpiar la pàgina corregida, però això només era possible amb l'ajut de fotocopiadores d'alta qualitat.
Els productes de correcció seca (com el paper corrector, sota marques comercials com Ko-Rec-Type, van ser presentats en els anys 1970, i funcionaven com un paper de calc blanc. Se situava una llença del producte sobre la lletra que necessitava corregir-se i es tornava a mecanografiar dita lletra, fent que el caràcter negre fos cobert per una capa blanca. Aviat es va incorporar un material semblant en les cintes de pel·lícula de carboni de les màquines d'escriure elèctriques, de manera que, igual que la tradicional cinta entintada vermella i negra, la cinta correctora blanca i negra es va fer habitual en les màquines elèctriques.
El cim d'aquest tipus de tecnologia va ser la sèrie Electronic Typewriter, d'IBM i la sèrie ET d'Olivetti. Aquestes màquines i els models semblants d'altres fabricants usaven una cinta correctora separada i una memòria de caràcters. Amb la pulsació d'una sola tecla, la màquina era capaç de revertir automàticament i sobreescriure els caràcters anteriors amb una deterioració mínima del paper.

## Mètodes de còpia
Cada mecanoscrit era original i únic. Tanmateix, es podien realitzar algunes (poques) còpies de cada original utilitzant paper carbó.

## Concursos i marques de velocitat
Entre els anys 1920 i 1940 la velocitat de mecanografiado era una important qualificació del secretariat, i els concursos de mecanografía van ser populars, promocionats per companyies de màquines d'escriure com eina publicitària.
Fins a 2005, Barbara Blackburn és la mecanógrafa en llengua anglesa més ràpida del món, segons el Llibre Guinness dels Rècords. Usant un teclat Dvorak va assolir mantenir una velocitat de 150 paraules/minut durant 50 minuts i 170 paraules/minut en períodes més curts, aconseguint una velocitat màxima de 212 paraules/minut. Blackburn, que va suspendre en la classe de mecanografía de l'escola secundària, va conèixer el teclat Dvorak en 1938, va aprendre ràpidament a assolir altes velocitats i va realitzar algunes gires per a demostrar la seva velocitat durant la seva carrera de secretària. Va aparèixer en The David Letterman Show, on es va mostrar molt ofesa pel tractament còmic de les seves habilitats per part de Letterman.

## En museus
Una de la col·lecció de més valor del Museu de la Tècnica de l'Empordà és la de les màquines d'escriure. De fet, s'hi pot trobar la Malling-Hansen, la primera màquina d'escriure d'Europa.